# IC 3126
IC 3126 је спирална галаксија у сазвјежђу Береникина коса која се налази на листи објеката дубоког неба у Индекс каталогу.
Деклинација објекта је + 13° 48' 51" а ректасцензија 12h 18m 37,1s. Привидна величина (магнитуда) објекта IC 3126 износи 15,7 а фотографска магнитуда 16,5.